# Balaka insularis
Balaka insularis é uma espécie de angiospermas da família Arecaceae.
Apenas pode ser encontrada em Samoa.